# 大捷爾尼夫卡 (亞基米夫卡區)
46°40′37″N 35°0′0″E / 46.67694°N 35.00000°E
大捷爾尼夫卡（烏克蘭語：Велика Тернівка）是位於烏克蘭東南部的村莊，由扎波羅熱州梅利托波爾區的亞基米夫卡市鎮負責管轄。該村始建於1860年，面積1.86平方公里，海拔高度14米，2001年人口729，人口密度每平方公里393人。